# Stephan F. J. Kempe
Stephan Friedrich Johannes Kempe (* 24. August 1949 in Hamburg) ist ein deutscher Geologe. Er arbeitet zur Entwicklung der Ozeanchemie („Soda-Ozean“), zur Biogeochemie von Flüssen und Seen und zur Entwicklung und Erforschung von Höhlen. Kempe war Leiter zahlreicher mariner und limnischer Expeditionen. Er lehrte sowohl an der Universität Hamburg als auch an der Technischen Universität Darmstadt und ist Herausgeber und Autor zahlreicher Bücher und Veröffentlichungen zur Geologie und Speläologie.

## Leben
Sein Vater war der Fotograf, Fotohistoriker und Publizist Fritz Kempe. Seine Mutter ist die Jugendbuchautorin Erika Kempe. Er ist mit der pensionierten Lehrerin und Schulrektorin Christhild Ketz-Kempe verheiratet. Kempe besuchte den humanistischen Zweig des Matthias-Claudius-Gymnasiums in Hamburg-Wandsbek. 1966/67 war er als Austauschschüler mit Youth For Understanding in den USA. Kempe studierte Geologie und Paläontologie an der Universität Hamburg, wo er bei Egon T. Degens 1976 promovierte und 1983 habilitierte. Kempe war wissenschaftlicher Angestellter und seit 1983 Dozent am Geologisch-Paläontologischen Institut und im von Degens gegründeten Institut für Biogeochemie und Meereschemie. 1994 wurde er als Professor für Allgemeine Geologie und Stoffkreisläufe an die Technische Universität Darmstadt berufen. Im März 2015 trat er dort in den Ruhestand.

## Wissenschaftlicher Werdegang
Kempe interessierte sich schon früh für die Speläologie. 1968 untersuchte er mit Schulkameraden (Willi Twardoz, Peter Gürtler, Lutz Möller) die Jettenhöhle im Hainholz bei Düna/Osterode (Südharz) im Rahmen des Jugend-forscht-Wettbewerbes. Die Gruppe wurde Hamburger Landessieger und gewann einen 3. Bundespreis. 1969 nahm Kempe mit einer Studie zur Gipshöhlengenese erneut teil und wurde ebenfalls Hamburger Landessieger. Da dem Hainholz der Gipsabbau drohte, initiierte Kempe die Gründung der Arbeitsgemeinschaft für niedersächsische Höhlen (später: Arge für Karstkunde in Niedersachsen e.V., heute: Arbeitsgemeinschaft für Karstkunde Harz) und der Speläogruppe in der Sektion Hamburg des Deutschen Alpenvereins. Die Gruppen veranstalteten Unterschriftenaktionen (u. a. auf dem 5. Internationalen Kongress für Speläologie der Union Internationale de Spéléologie in Stuttgart, 1969), veröffentlichte Zeitungsartikel und veranlassten Gutachten, die halfen, das bundesweit einmalige Gipskarstgebiet Hainholz/Beierstein endgültig unter Naturschutz zu stellen und den Gipsabbau zu verhindern.
Auf Grund der Jugend-forscht-Arbeiten wurde Kempe in die Studienstiftung des deutschen Volkes aufgenommen, zunächst mit einem Büchergeld, später mit einem Promotionsstipendium. Ab Sommersemester 1969 studierte Kempe Geologie und Paläontologie, Chemie und Zoologie an der Universität Hamburg, u. a. bei Ehrhard Voigt, Ulrich Lehmann, Ida Valeton und Hans-Rudolf von Gaertner. Seine Diplomarbeit über metamorphe Serien in den Bleiburger Bergen, Kärnten, fertigte er bei Friedhelm Thiedig an.
1976 promovierte er bei Egon T. Degens. Die Dissertation behandelte die Ergebnisse der Vansee-Expedition in die Türkei von 1974, an der er als Student teilnahm.
Als Postdoc betreute er verschiedene Projekte für Egon T. Degens. Er nahm an der von Degens im März 1977 organisierten ersten Kohlenstoffkreislauf-Tagung in Deutschland (21.–26. März 1977 in Ratzeburg) im Rahmen von SCOPE (Scientific Committee on Problems of the Environment) teil, an der weltweit führende Biogeochemiker, Klimatologen und Global-Change-Forscher teilnahmen. Die Tagung führte nicht nur zur ersten umfassenden Darstellung des globalen Kohlenstoffkreislaufes 1979 („The Global Carbon Cycle“), SCOPE Report 13, sondern 1977 auch zur Gründung der SCOPE/UNEP Carbon Unit an der Universität Hamburg. Sie beschäftigte sich vor allem mit dem globalen Kohlenstoffkreislauf und seinen anthropogenen Änderungen. An der Carbon Unit diente Kempe als „Communication Officer“ und von 1979 bis 1991 als Koordinator des SCOPE-UNEP-Projektes „Transport of Carbon and Minerals in Major World Rivers“, das Flussforscher aus aller Welt zusammenbrachte. Im Rahmen des Projektes habilitierte er Januar 1983 mit einer Arbeit über den CO2-Druck in Frischwassergewässern und erhielt die Venia Legendi in den Fächern Geologie und Paläontologie. Er co-edierte sechs Bände mit Fluss-Daten aus aller Welt. Abschließend erschien (1991) ein weiterer SCOPE-Report (Nr. 42) „Biogeochemistry of Major World Rivers“, das erste Lehrbuch zu diesem Thema.
Weiter leitete Kempe von 1984 bis 1988 das BMBF-finanzierte Nordsee-Projekt „Biogeochemistry and Transport of Suspended Matter in the North Sea and Implications to Fisheries Biology“. Darüber hinaus beteiligte er sich an Forschungen zum marinen Karbonat-System und zur marinen Sedimentation mit Sedimentfallen. In diesem Zusammenhang und bei den Arbeiten des Nordseeprojektes war er Fahrtleiter auf zahlreichen Expeditionen mit den deutschen Forschungsschiffen Forschungsschiff „Sonne“, Valdivia und der türkischen MV Piri Reis und nahm an der niederländischen Snellius II-Expedition in indonesischen Gewässern und an der BlackSea Expedition 1988 mit der amerikanischen RV Knorr teil.
Auf Grund der Vansee-Arbeiten entwickelte Kempe die Hypothese eines frühen hoch-alkalischen Ozeans (Soda-Ozean). Um sie zu untermauern, unternahm er nicht nur zwei weitere Expeditionen zum Vansee (1989, 1990), sondern er untersuchte alkalische Kraterseen. Expeditionen führten mehrfach zur indonesischen Vulkaninsel Satonda und zum gefluteten Vulkan-Schlot auf der Kalaupapa Peninsula (Lake Kauhako) auf Molokai/Hawaii, sowie auf die nördlichste Vulkaninsel Niuafo'ou der Tonga-Kette und zum Maarsee von Alchichica im endorheischen Becken des Oriental Basin in Zentralmexiko in Zusammenarbeit mit Kollegen vor allem von der Polnischen Akademie der Wissenschaften. Alle Seen, wie auch der alkalische Vansee, unterstützen das Wachstum von Mikrobialithen (Stromatolithen, Thrombolithen), fossile bioinduzierte Texturen, die sich ähnlich in den präkambrischen Ablagerungen finden.
1994 erhielt Kempe den Ruf auf die Professur für Allgemeine Geologie (später Allgemeine Geologie und Stoffkreisläufe) an der Technischen Hochschule (später Technische Universität) Darmstadt. Am Institut für Geologie und Paläontologie (jetzt Institut für Angewandte Geowissenschaften) diente er als Institutsdirektor und am Fachbereich als Prodekan und Dekan. Er betreute nicht nur zahlreiche Diplomkartierungen, die fast den gesamten Südharz erfassten, sondern auch viele Diplom-, Bachelor- und Masterarbeiten sowie Dissertationen und eine Habilitation (Jens Hartmann). Kempe wurde am 31. März 2015 pensioniert.
Als Mitglied des Land-Ocean Interactions in the Coastal Zone (LOICZ) Core Project Planning Committee (1991–1992) war Kempe an der Gründung dieses Internationalen Randmeer-Programms von IGBP beteiligt und schrieb den ersten programmatischen LOICZ Report. Anschließend war er Mitglied des LOICZ Science Steering Committee (1993–1999) ebenso wie Mitglied des Science Committees of IGBP (International Geosphere-Biosphere Programme) von 1992 bis 1999. Er war ebenfalls Mitglied des Nationalkomitees der DFG und des BMBF zur Koordination der Global Change Forschung (1996–2002).
Kempe war Mitbegründer des Hawaii Speleological Survey (1989) der National Speleological Society, USA, und erforschte Höhlen vor allem in Deutschland, Hawaii und Jordanien und beschäftigte sich vor allem mit Lavahöhlen. Weiterhin beschäftigte es sich mit der Geschichte der Erforschung von Höhlen, vor allem der Baumannshöhle und der Adelsberger Grotte (Postojnska jama) in Slowenien.

## Teilnahme an Forschungsexpeditionen
Kempe leitete oder nahm an folgenden hydrogeochemischen See-Untersuchungen teil:
- 1974: Mai: Alster in Hamburg (Teilnahme)
- 1974–76: Höhlengewässer Hainholz (Teilnahme)
- 1974: Juni–Juli: Vansee, Ost-Türkei (Teilnahme, Hydrochemie, Sedimente)
- 1979: Juni: Ratzeburger See (Teilnahme)
- 1984: April und Oktober: Plitvice, Kroatien (Leitung)
- 1989: 3. Juni – 9. Juli: Vansee, Ost-Türkei (Leitung)
- 1990: 8.–22. Juni: Vansee, Ost-Türkei (Leitung)
- 1998: Niuafo’ou Vulkaninsel, Tonga (Leitung)
- 2000, 2001, 2002: Kaukako Crater Lake, Molokai (Leitung)
- 2007: Alchichica Maar Lake, Mexico (Teilnahme)

Und an diesen marinen Expeditionen:
- Forschungsschiff Valdivia:
  - Valdivia (ohne Nr.): 11.–22. Oktober 1981 (Teilnehmer, Fahrtleiter: Degens) (Elbe, Weser Ems Ästuar) (Teilnahme, Daten zur Habilitation)
  - Projektleitung BMBF Nordseeprojekt:
  - VALDIVIA 28: 1985 (Fahrtleiter Kempe)
  - VALDIVIA 43: 16.–30. April 1986 (Fahrleiter Kempe u. Liebezeit) (ab 23. April Fahrtleiter J. Hülsemann)
  - VALDIVIA 50: 22.–25. September 1986 (Fahrtleiter Kempe) und 26. September – 5. Oktober (Fahrtleiter Wiesner)
  - VALDIVIA 57: 4.–16. Mai 1987 (Fahrtleiter Kempe u. Liebezeit)
  - VALDIVIA 65: 4.–16. Oktober 1987 (Fahrtleiter Liebezeit)

Präsentation der Nordsee-Ergebnisse in Bonn 9. November 1987 und 1988 in Prag
- Forschungsschiff Sonne:
  - SONNE 4: 6. Mai – 1. Juli 1978 Bremerhaven-Panama-Galapagos-Honolulu („Jungfernfahrt“; Fahrtleiter Kempe; geochemischer Schnitt Atlantik, Pazifik, Manganknollen Bauerbecken)
  - SONNE 45b: Oktober 1986 Den Pasar-Den Pasar, The Sea off Tambora, Indonesia (Teilnahme, Satonda Landparty)
  - SONNE 50D: 5.–12. September 1987 Hongkong-Singapur (Fahrtleiter Kempe; Sedimentfallen South China Sea)
  - SONNE 54B: 4.–14. April 1988 Singapur-Hongkong (Fahrtleiter Kempe; Sedimentfallen South China Sea)
  - SONNE 59B: 6. November – 1. Dezember 1988 Singapur-Honolulu (Fahrtleiter Kempe; Sedimentfallen W-Pazifik)
  - SONNE 69A: 26. Juni – 7. Juli 1990 Port-Morsby – Saipan (Fahrtleiter Kempe; Sedimentfallen W-Pazifik) BMFT Projekt 03 R 402 A
  - SONNE 74: 31. Januar –  2. Februar 1991 Port-Said – Rhodos (Fahrt fiel wegen 1. Golfkrieg aus) (Fahrtleiter Kempe)BMFT Projekt 03 R 407 A
  - SONNE 76A: 30. November – 18. Dezember 1991 Funchal-Panama (Projektleitung Kempe) BMFT Projekt 03 F 00 15D

- Fahrten auf weiteren Forschungsschiffen:
  - FS METEOR 36: Februar 1975 Auftriebsgebiete vor Westafrika (Teilnahme)
  - RV PIRI REIS (Türkei): Oktober 1982; Mai 1983; Oktober 1983; April 1984; Oktober 1984; Mai 1986; Oktober 1988 (Fahrtleitung Kempe, Schwarzes Meer, Sedimentfallen)
  - RV PIRI REIS (Türkei) 1992: (Projektleitung Kempe, Rhodos Becken Falle verloren) BMFT Projekt 03 F 0080 A
  - RV TYRO (Niederlande): November 1984 Snellius II Expedition, Flores See, Indonesien (Teilnahme, Alkalinität)
  - RV KNORR (USA): 11. April – 9. Mai 1988 Schwarzes Meer (Teilnahme)
  - RV DISCOVERY(GB): Juni 1990 ”CO2 im Ozean” DFG Ke 287/5-1 (Projektleitung Kempe; Teilnehmer Kai Pegler)
  - RV Prof. VOIDJANITSKY (Ukraine): 1994 (Fahrtleitung Kempe, Donaufächer, Schwarzes Meer)

## Leistungen
Kempe veröffentlichte und co-edierte 17 Bücher und veröffentlichte ca. 500 Aufsätze und Abstracts, viele davon in den führenden naturwissenschaftlichen Zeitschriften.
In seiner Doktorarbeit über den Van-See veröffentlicht er die längste bis dahin bekannte durchgehenden Warvenchronologie. In den beiden anschließenden Expeditionen, 1989 und 1990 wurden diese Zählungen durch seinen Doktoranden Günter Landmann und Andreas Reimer präzisiert und mit den Eiskernzählungen parallelisiert. Zudem wurden im Van-See die größten bekannten, aktiven Stromatolithe unter Wasser entdeckt. Die alkalische Geochemie des Van Sees dient als Beispiel eines rezenten „Soda Ozeans“. Vulkanische, leicht verwitterbare Silikate, CO2 und Wasser führen automatisch zu alkalischen Lösungen, aus denen Calcium- und Magnesiumcarbonate aus der Lösung gedrängt werden. Diese Verhältnisse stellen sich geologisch schnell ein, wie sich auch in den weiteren Expeditionen zu den alkalischen Kraterseen zeigte. In den Kraterseen von Satonda, Niuafo'ou, und Kauhako wurden vorher nicht bekannte Mikrobialithe entdeckt und im Maar-See von Alchichica zum ersten Mal untersucht. Durch Jozef Kazmierczak von der Polnischen Akademie der Wissenschaften in Warschau, ebenfalls an der Van-See-Expedition beteiligt, wurden karbonatische Texturen entdeckt, die direkt mit denen des berühmten Marsmeteoriten ALH 84001 vergleichbar sind und nahelegen, dass auch der frühe Mars Ozean alkalisch war.

## Ehrungen
- Zweimaliger Landessieger Hamburg bei Jugend forscht, 1968 und 1969.
- Stipendiat der Studienstiftung des Deutschen Volkes.
- Als Vorsitzender der Arge für Karstkunde in Niedersachsen e.V. Umweltpreis des Landkreises Osterode, 1985.
- Stipendiat des DAAK (Deutsch-Amerikanisches Austausch Komitee).
- Fellow der National Speleological Society, Huntsville, Alabama, USA.
- Ehrenauszeichnung (zusammen mit Jozef Kazmierczak) der Polnischen Akademie der Wissenschaften (Abt. für Biowissenschaften) für die Untersuchung der Morphogenese rezenter und fossiler Cyanobakterienmatten. 3. Dezember 1991.
- Dr.-Benno-Wolf-Preis des Verbandes der deutschen Höhlen- und Karstforscher (VdHK), München, 2024

## Veröffentlichungen (Bücher)
- Stephan Kempe, Erich Mattern, Fritz Reinboth, Martin Seeger, Firouz Vladi: Die Jettenhöhle bei Düna und ihre Umgebung. Abh. Karst- u. Höhlenkunde A6, 63 pp, Herzberg 1972, DNB 730275108.
- Egon T. Degens, Bert Bolin, Stephan Kempe, Pieter Ketner (Hrsg.): The Global Carbon Cycle, SCOPE Report 13. John Wiley & Sons, Chichester 1979.
- S. Kempe (Hrsg.): Höhlen in Deutschland. (= Bildatlas Spezial. 4). HB-Verlag, Hamburg 1982, DNB 820746223.
- Egon T. Degens, Stephan Kempe, Hassan Soliman (Hrsg.): Transport of Carbon and Minerals in Major World Rivers, Part 2.  (= Mitteilungen aus dem Geologisch-Paläontologischen Institutes der Universität Hamburg. Band 55). SOPE/UNEP Sonderband, 1983.
- Egon T. Degens, Stephan Kempe, Rafael Herrera (Hrsg.): Transport of Carbon and Minerals in Major World Rivers, Part 3. (= Mitteilungen aus dem Geologisch-Paläontologischen Institutes der Universität Hamburg. Band 58). SCOPE/UNEP Sonderband, 1985.
- Stephan Kempe, Fritz Reinboth, Friedhart Knolle (Red.): Die Iberger Tropfsteinhöhle bei Bad Grund (Harz). Bad Grund 1985, DNB 860246027.
- Egon T. Degens, Stephan Kempe und Gan Weibin (Hrsg.): Transport of Carbon and Minerals in Major World Rivers, Part 4. (= Mitteilungen aus dem Geologisch-Paläontologischen Institutes der Universität Hamburg. Band 64). SCOPE/UNEP Sonderband, 1987.
- Stephan Kempe, Gerd Liebezeit, Volker Dethlefsen, Uwe Harms (Hrsg.): Biogeochemistry and Distribution of Suspended Matter in the North Sea and Implications to Fisheries Biology. (= Mitteilungen aus dem Geologisch-Paläontologischen Institutes der Universität Hamburg. Band 65). SCOPE/UNEP Sonderband, 1988, DNB 890864144.
- Egon T. Degens, Stephan Kempe, S. Naidu (Hrsg.): Transport of Carbon and Minerals in Major World Rivers, Part 5. (= Mitteilungen aus dem Geologisch-Paläontologischen Institutes der Universität Hamburg. Band 66). SCOPE/UNEP Sonderband, 1988.
- Venugopalan Ittekkot, Stephan Kempe, Walter Michaelis, Alejandro Spitzy (Hrsg.): Facets of Modern Biogeochemistry. Festschrift for E.T. Degens on occasion of his 60th birthday. Springer-Verlag, Berlin/ Heidelberg/ New York/ London/ Paris/ Tokyo/ Hong Kong 1990, ISBN 3-540-50145-2.
- Egon T. Degens, Stephan Kempe, Jeffrey E. Richey (Hrsg.): Biogeochemistry of Major World Rivers. (= SCOPE Report. 42). John Wiley & Sons, Chichester 1991, ISBN 0-471-92676-0.
- Egon T. Degens, Stephan Kempe, A. Lein, Y. Sorokin (Hrsg.): Interactions of biogeochemical cycles in aqueous ecosystems. Part 7. (= Mitteilungen aus dem Geologisch-Paläontologischen Institutes der Universität Hamburg. Band 72). SCOPE/UNEP Sonderband. 1992, DNB 943743761.
- Stephan Kempe, S. D. Eisma, Egon T. Degens (Hrsg.): Transport of Carbon and Minerals in Rivers, Lakes, Estuaries and Coastal Seas, Part 6. (= Mitteilungen aus dem Geologisch-Paläontologischen Institutes der Universität Hamburg. Band 74). SCOPE/UNEP Sonderband. 1993.
- Stephan Kempe (Hrsg.): Höhlen, Welt voller Geheimnisse. (= HB Bildatlas Sonderausgabe. 17). HB-Verlag, Hamburg 1997, ISBN 3-616-06739-1.
- Stephan Kempe (deutscher Text), A. Kranji (Hrsg.): Die Höhle von Postojna, Touristenführer. Tourismus AG, Postojna, 2007, ISBN 978-961-6466-15-8.
- Horst-Volker Henschel, Stephan Kempe: Darmstadts „Unterwelt“. Justus-Liebig Verlag, Darmstadt 2007, ISBN 978-3-87390-247-3.
- Stephan Kempe, Wilfried Rosendahl (Hrsg.): Höhlen: verborgene Welten. Wissenschaftliche Buchgesellschaft Darmstadt, Darmstadt 2008, ISBN 978-3-534-19899-3.
- Arnold Hanslmeier, Stephan Kempe, Josef Seckbach (Hrsg.): Life on Earth and Other Planetary Bodies. (= Cellular Origin, Life in Extreme Habitats and Astrobiology. Volume 24). Springer, Dordrecht/ Heidelberg/ New York/ London 2012, ISBN 978-94-007-4966-5. doi:10.1007/978-94-007-4966-5.
- Stephan Kempe, Herbert W. Franke, Günter Stummer, Dieter Weber, Robert Schmittner, Andreas Pflitsch (Erzähler): Glück tief, Höhlenforscher erzählen. supposé, Berlin 2015, ISBN 978-3-86385-005-0. (Box mit 2 Audio-CDs u. Booklet; Klaus Sander, Hilmar Schmundt (Konzeption/Regie))

## Archivalien
- Briefwechsel, Forschungsunterlagen: Archiv der Technischen Universität Darmstadt.
- Fahrtleiterunterlagen der FS Sonne und Valdivia: Archiv des Deutschen Schifffahrtsmuseum, Bremerhaven.
- Mikrobialith Sammlung und Forschungsunterlagen: Sammlungen des Landes Museums Darmstadt
- Unterlagen zum Hainholz: Archiv Museum Osterode